# 요네즈촌
요네즈촌(米津村)은 아이치현 헤키카이군에 설치되었던 촌이다. 현재의 니시오시 북부에 해당한다.